# هيو ليونارد
هيو ليونارد (بالإنجليزية: Hugh Leonard)‏ هو كاتب مسرحي وكاتب سيناريو وصحفي وكاتب أيرلندي، ولد في 9 نوفمبر 1926 في Dalkey ‏ في جمهورية أيرلندا، وتوفي في 12 فبراير 2009 في دبلن في جمهورية أيرلندا.

## وصلات خارجية
- هيو ليونارد على موقع IMDb (الإنجليزية)
- هيو ليونارد على موقع قاعدة بيانات برودواي على الإنترنت (الإنجليزية)
- هيو ليونارد على موقع قاعدة بيانات الفيلم (الإنجليزية)